# Лафина, Олеся Владимировна
Оле́ся Влади́мировна Ла́фина (род. 5 декабря 1979 года, Серов, Свердловская область, СССР) — российская спортсменка, пауэрлифтер, двукратный серебряный призёр Паралимпийских игр, двукратная чемпионка мира, заслуженный мастер спорта России.

## Спортивные достижения
- Многократная чемпионка России по пауэрлифтингу среди лиц с поражением опорно-двигательного аппарата (ПОДА).

Летние Паралимпийские игры:
- Серебро (Пекин, Китай, 2012 год) — пауэрлифтинг, весовая категория до 48 кг.
- Серебро (Лондон, Великобритания, 2012 год) — пауэрлифтинг, весовая категория до 48 кг.

Чемпионаты мира:
- Золото (2010) — жим лёжа, весовая категория до 48 кг.
- Золото (Дубай, 2014) — жим лёжа, весовая категория до 50 кг.

## Награды
- Медаль ордена «За заслуги перед Отечеством» II степени (30 сентября 2009 года) — за большой вклад в развитие физической культуры и спорта, высокие спортивные достижения на XIII Паралимпийских летних играх 2008 года в городе Пекине (Китай).[1]
- Медаль ордена «За заслуги перед Отечеством» I степени (10 сентября 2012 года) — за большой вклад в развитие физической культуры и спорта, высокие спортивные достижения на XIV Паралимпийских летних играх 2012 года в городе Лондоне (Великобритания).[2].
- Заслуженный мастер спорта России (2006)[3].